# Autódromo de Anderstorp
O Autódromo de Anderstorp (ou também Anderstorp Raceway) é um autódromo localizado em Anderstorp, na Suécia. Aberto em 1968, contém 4 km de extensão e 8 curvas.
Sediou o Grande Prêmio da Suécia de Fórmula 1 ao longo dos anos 1970. A pista é utilizada por outras categorias até hoje.

## História
A pista foi construída numa área de pântano salgado em 1968 e tornou-se um local extremamente popular na década de 1970 graças às presenças de Ronnie Peterson e Gunnar Nilsson na Fórmula 1. Quando recebeu a categoria pela primeira vez em 1973, a cidade de Anderstorp detinha apenas cinco mil habitantes. No circuito merece destaque a Flight Straight, uma reta cuja extensão a converte em aeroporto para os aviões turísticos de pequeno porte que chegam ao sudoeste da Suécia em outras épocas do ano, não obstante a presença de oito curvas no traçado.
Dentre os seis grandes prêmios realizados em Anderstorp merecem destaque a vitória de Jody Scheckter com o Tyrrell de seis rodas numa dobradinha com Patrick Depailler em 1976 e o triunfo de Niki Lauda com o "Brabham ventilador"  em 1978. Entretanto, o interesse dos suecos pela Fórmula 1 foi seriamente comprometido devido à morte de Ronnie Peterson em 11 de setembro daquele ano, em razão de um acidente na largada do Grande Prêmio da Itália de 1978, e em 20 de outubro, após nove meses de luta contra um câncer nos testículos, faleceu Gunnar Nilsson. Mediante tais perdas, a sétima edição do Grande Prêmio da Suécia, a realizar-se em 16 de junho de 1979, foi cancelada por falta de patrocínio.
Anderstorp também recebeu a MotoGP ao sediar o Grande Prêmio da Suécia entre 1971 e 1977 e depois no período de 1981 a 1990. Outros eventos ali ocorridos foram o ETCC em 1985 até 1987, o Campeonato Mundial de Superbike em 1991 e 1993, e o FIA GT em 2002 e 2003. O WTCC esteve no circuito no calendário de 2007, substituindo o circuito Istanbul Park, mas no ano seguinte deu lugar ao Autódromo Enzo e Dino Ferrari.
Em 2019, foi anunciado que o autódromo receberia uma corrida da DTM e da W Series, ambas no ano seguinte. Entretanto, por conta da pandemia de covid-19, os eventos acabaram não ocorrendo.

## Vencedores do Grande Prêmio da Suécia em Anderstop
| Ano  | Vencedor        | Equipe             | Resumo   |
| ---- | --------------- | ------------------ | -------- |
| 1973 | Denny Hulme     | McLaren-Ford       | Detalhes |
| 1974 | Jody Scheckter  | Tyrrell-Ford       | Detalhes |
| 1975 | Niki Lauda      | Ferrari            | Detalhes |
| 1976 | Jody Scheckter  | Tyrrell-Ford       | Detalhes |
| 1977 | Jacques Laffite | Ligier-Matra       | Detalhes |
| 1978 | Niki Lauda      | Brabham-Alfa Romeo | Detalhes |